# Courtland (Minnesota)
Courtland es una ciudad ubicada en el condado de Nicollet en el estado estadounidense de Minnesota. En el Censo de 2010 tenía una población de 611 habitantes y una densidad poblacional de 89,36 personas por km².

## Geografía
Courtland se encuentra ubicada en las coordenadas 44°16′12″N 94°20′47″O / 44.27000, -94.34639. Según la Oficina del Censo de los Estados Unidos, Courtland tiene una superficie total de 6.84 km², de la cual 6.84 km² corresponden a tierra firme y (0%) 0 km² es agua.

## Demografía
Según el censo de 2010, había 611 personas residiendo en Courtland. La densidad de población era de 89,36 hab./km². De los 611 habitantes, Courtland estaba compuesto por el 99.02% blancos, el 0.16% eran afroamericanos, el 0% eran amerindios, el 0.65% eran asiáticos, el 0% eran isleños del Pacífico, el 0% eran de otras razas y el 0.16% pertenecían a dos o más razas. Del total de la población el 0.65% eran hispanos o latinos de cualquier raza.